# 保罗·G·霍夫曼
保罗·格雷·霍夫曼（英語：Paul Gray Hoffman，1891年4月26日—1974年10月8日）是美国汽车公司的执行官，曾担任联合国开发计划署署长、福特基金会的主席，还是马歇尔计划的执行者。1974年6月21日，被理查德·尼克松授予总统自由勋章。